# سیبنبومن
سیبنبومن (به آلمانی: Siebenbäumen) یک شهر در آلمان است که در هرتسوگتوم لاونبورگ واقع شده‌است. سیبنبومن ۶۸۸ نفر جمعیت دارد.